# Praia de Calhetas (Cabo de Santo Agostinho)
Vista da Praia de Calhetas.
A Praia de Calhetas é uma praia do município de Cabo de Santo Agostinho, no estado de Pernambuco, Brasil.
Está situada na face norte do cabo de Santo Agostinho, local da descoberta do Brasil pelo navegador espanhol Vicente Yáñez Pinzón em 26 de janeiro de 1500.

## Características
Cercada por rochas e coqueirais, é muito procurada para o banho de mar devido a suas águas mornas e transparentes, para mergulho e pesca submarina e também para a prática da tirolesa.